# They've Actually Gotten Worse Live
They've Actually Gotten Worse Live es el decimoprimer disco de la banda estadounidense NOFX, lanzado el 20 de noviembre de 2007 por Fat Wreck Chords. Es el segundo disco en directo de la carrera de la banda tras I Heard They Suck Live!!, editado en 1995.
Puede decirse que este disco es la segunda parte de aquel. El título They've Actually Gotten Worse Live de este disco hace referencia a que tomaron demasiado alcohol en un concierto y se pusieron "ebrios" pero aun así tocaron muy bien, por lo tanto, decidieron hacer este álbum durante su gira[cita requerida]. Este disco está grabado en vivo, por lo cual no contiene canciones nuevas.
El 12 de noviembre, a escasos días del lanzamiento del CD, la banda colgó dos de las canciones que aparecerían en el álbum en su MySpace para ser descargadas por sus seguidores. Estas fueron "You're Wrong" y "Lori Meyers".

## Listado de canciones
1. "Intro/Glass War" – 4:39
2. "You're Wrong" – 2:53
3. "Franco Un-American" – 3:19
4. "Scavenger Type" – 2:50
5. "What's the Matter With Parents Today" – 2:27
6. "The Longest Line" – 2:34
7. "New Happy Birthday Song?" – 1:14
8. "Eat the Meek" – 4:01
9. "Murder the Government" – 1:12
10. "Monosyllabic Girl" – 0:52
11. "I'm Telling Tim" – 1:08
12. "Instant Crassic" – 0:40
13. "Can't Get the Stink Out" – 0:50
14. "See Her Pee" – 0:29
15. "I Wanna Be an Alcoholic" – 0:23
16. "Fuck the Kids" – 0:20
17. "Juice Head" – 0:58
18. "What Now My Love" – 3:35
19. "Lori Meyers" – 3:30
20. "We March to the Beat of Indifferent Drum" – 5:40
21. "I, Melvin" (con Matt Hensley, de Flogging Molly, en el acordeón) – 3:10
22. "Green Corn" – 2:55
23. "Whoops I OD'd" – 3:10
24. "Stickin in My Eye/The Decline [faded out]" – 6:09

En "The Longest Line", al minuto 1:46, se puede escuchar que Fat Mike y Eric Melvin cantan parte del inicio de la canción "Basket Case", de Green Day.